# جامبا
جواو بيريرا «جامبا» (Jamba)، من مواليد 10 يوليو 1977 في بنغويلا في أنغولا، لاعب كرة قدم أنغولي.
بدأ مسيرته الكروية مع نادي بريميرو مايو في موسم 1996/1997، وفي عام 1997 انتقل إلى نادي أفياكو، ولعب معهم حتى عام 2007، ومنذ عام 2007 وهو يلعب مع نادي بيترو أتلتيكو.
منذ عام 1998 وهو يلعب مع منتخب أنغولا لكرة القدم.

## روابط خارجية
- جامبا على موقع قاعدة بيانات كرة القدم.إي يو (الإنجليزية)
- جامبا على موقع ناشيونال فوتبول تيمز (الإنجليزية)
- جامبا على موقع Soccerway.com (الإنجليزية)
- جامبا على موقع عالم كرة القدم.نت (الإنجليزية)